# 足球場

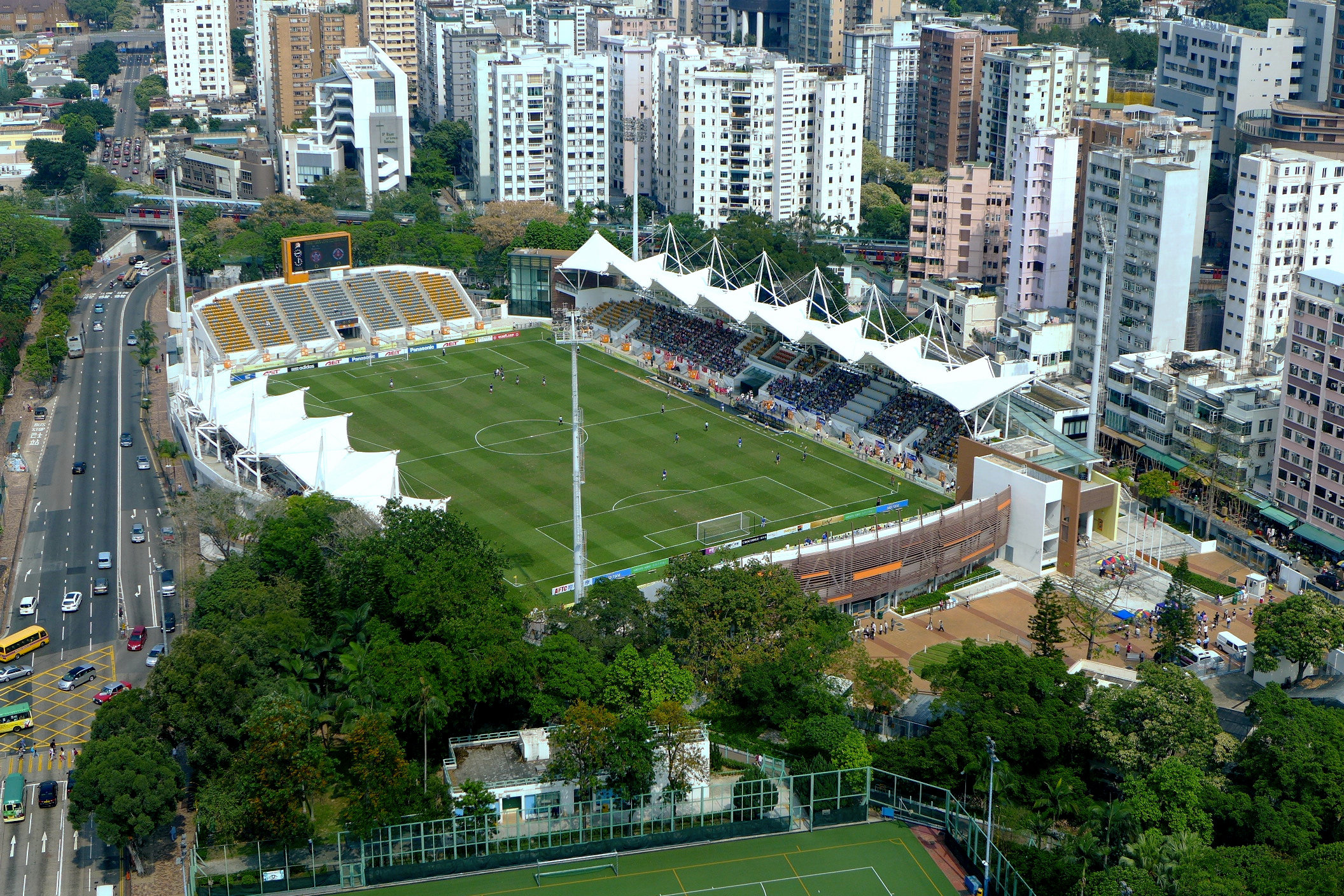
位於香港九龍的足球場——旺角大球場

足球場是進行足球運動的場地，其基本條件是有一塊長方形的平地，可以是草地、人造草、膠甚至混凝土地，較簡陋的足球場可能只有兩邊龍門及幾條白線，設備較佳的足球場則可能附設燈光、看台及更衣室等設施。供職業足球聯賽或國家隊進行比賽的足球場，可在四面設有廣告板，看台更可能容納數以萬計的觀眾。大多数综合体育场包含足球场，外圍可能設有田徑赛事设施，例如跑道或跳远沙坑及投掷类运动（如铅球及标枪等）场所等。

## 標準足球場
足球場的標準由國際足協訂定。

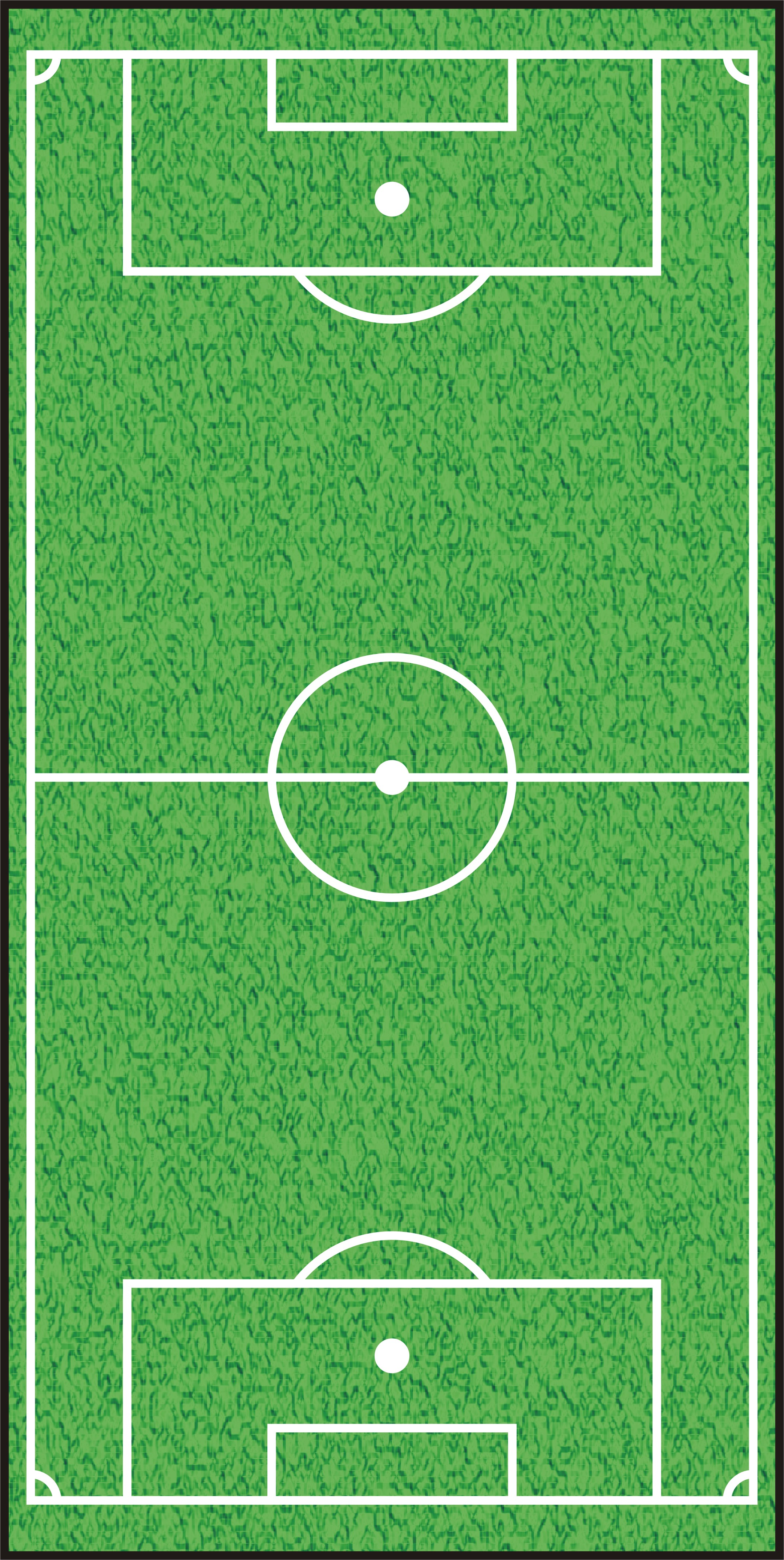
標準足球場圖

舉行賽事的足球場地，長度應該是100米（公尺）（100至130碼），寬度則應60米（公尺）（50至100碼）。
舉行國際性賽事的足球場地，長度應該介乎100至110米（110至120碼），寬度則應介乎64至75米（70至80碼）。
場地應為長方形。較長的邊界為橫邊界，較短的則為球門線。
中線把足球場分為兩半，在中線的中間，是整個球場的中心點，是球賽上、下半場及入球後開球的地方，並有中圈（半徑9.15米（10碼））圍繞中心點。
在球場的4個角皆劃有角球弧，是半徑1米的四分之一圓，標示角球開出的地方。而4個角亦各需插有一支角球旗（最少高1.5米（5呎））。

### 中圈
在開球時，非開球一方的球員必須在中圈以外。

### 球門
球門的位置在球門線上的中央位置。球門由左右兩條垂直的門柱及連接兩條門柱的門楣組成。兩條門柱距離需為7.32米（8碼），門楣的下邊緣則距離地面2.44米。球門後面通常設有網，但球例並無規定必須設有。比賽時，球必須完全通過球門下方的球門線，才算是得分。

#### 門線技術
2014年巴西世界杯，開始採用門線技術，門線技術系統使用的目的可用於驗證球是否已經進門得分，藉此來支持裁判的決定，在主審裁判的手錶也會同步顯示是否進球。

### 禁区弧
禁区弧（penalty arc）是在禁區外，只有在射十二碼罰球時才用得著。射十二碼罰球時，球要放在十二碼點，球例規定射罰球時，所有球員（己方及對方）都必須「離球十碼」，由底線至十二碼點為12碼，由十二碼點至禁區只有6碼，所以要以十二碼點作為圓心，畫上半徑10碼線，鵝眉月半圓剛好為圓周，在這個半圓上的任何一點，距離十二碼點都剛剛是10碼，那就符合「離球十碼」的規矩。

### 點球罰球區
在兩面龍門前各劃出的長方形空間是罰球區。
12碼罰球區（距離5.5米（6碼）的空間），由球門線、左右兩條距離球門柱5.5米的直線及一條連接這兩條線的直線所組成。球門球需在12碼罰球區內開出。
罰球區（距離16.5米（18碼）的空間）亦類似，由球門線、左右兩條距離門柱16.5米及連接這兩條線的直線所組成。罰球區有多種作用，最明顯的是守門員在罰球區內可以用手接球，及守方在罰球區內的犯規可以被判十二碼罰球。
十二碼點在球门正中，距底線11米（12碼），是十二碼球踢出的地方。而十二碼弧則劃在罰球區外，距離十二碼點9.15米（10碼）。在十二碼球射出前，除射球球員及守方守門員外，所有球員
不可進入罰球區及十二碼弧範圍內。

## 非標準足球場

### 七人足球
七人足球場長為45-75米，寬為28-56米的長方形。禁區半徑9米，並與球門線相連。中圈的半徑亦是9米。點球點與球門垂直距離為8米。

### 五人足球
五人足球場尺寸較自由，為長約37米，寬約28米的長方形。

## 著名足球場

### 歐洲
- 諾坎普球場
- 阿姆斯特丹球場
- 飛利浦大球場
- 飛燕諾球場
- 加爾勒球場
- 海牙體育場
- 阿貝倫斯特拉體育場
- 温布利球场
- 千年球場
- 老特拉福德球场
- 安菲尔德球場
- 斯坦福桥球场
- 酋长球场
- 法蘭西體育場
- 羅馬奧林匹克體育場
- 圣西罗球场
- 尤文图斯球場
- 安聯競技場
- 柏林奧林匹克體育場
- 王子公園球場
- 威斯法倫球場（西格納伊度納公園）
- 費爾廷斯競技場（傲赴沙尔克竞技场）

### 亞洲
- 香港大球場

- 旺角大球場

- 小西灣運動場

- 啟德主場館
- 澳門運動場
- 蓮峰球場
- 高雄國家體育場
- 台北田徑場
- 阿萨迪体育场
- 卢塞尔球场
- 廣州天河體育場
- 上海虹口足球場
- 武吉賈利勒國家體育場
- 東京國立競技場
- 橫濱國際總合競技場
- 北京工人體育場
- 天津泰達足球場
- 瀋陽五里河體育場（拆卸）
- 首爾世界盃球場
- 首爾奧林匹克體育場
- 綾羅島5月1日競技場
- 首爾世界盃競技場
- 武里南府电信体育场
- 大坑東遊樂場
- 豐田體育場

### 美洲
- 馬拉卡納體育場
- BMO球場
- 世紀球場
- 阿茲特克體育場
- 尊嚴健康體育場
- 曼弗雷球場

### 非洲
- 足球城體育場
- 拉迪斯奧林匹克體育場

### 大洋洲
- 悉尼足球场

## 參看
- 歐洲足協五星級足球場
- 2014FIFA足球規則